# ポルト・アレグレ市長
ポルト・アレグレ市長は、ブラジル、リオグランデ・ド・スル州のポルト・アレグレの首長である。
当初は市長を含む8議員で議会が構成された。
1890から1892年10月まで市議会が市を運営した。
| 氏名                                       | 就任           | 退任           | 政党             |
| ------------------------------------------ | -------------- | -------------- | ---------------- |
| フェリッシモ・マヌエル・デ・アゼベド       | 1890年1月22日  | 1891年11月21日 | -                |
| ジョン・ダマタ・コエルホ                   | 1891年11月21日 | 1892年6月11日  | -                |
| ホセ・ドミンゲス・ダ・コスタ               | 1892年6月11日  | 1892年6月29日  | -                |
| ドミニク・デ・ソウザ・ブリトー             | 1892年6月29日  | 1892年10月12日 | -                |
| アルフレッド・アウグスト・デ・アゼベド     | 1892年10月12日 | 1896年1月3日   |                  |
| ジョアン・ルイス・デ・ファリアス・サントス | 1896年1月3日   | 1896年10月15日 | -                |
| ケルビム・フェブリアノ・コースト           | 1896年10月15日 | 1897年3月15日  |                  |
| ホセ・モンタウルイ                         | 1897年3月15日  | 1924年10月15日 | PRR              |
| オタヴィオ・ロシャ                         | 1924年10月15日 | 1928年2月27日  | PRR              |
| アルベルト・ビン                           | 1928年2月27日  | 1937年10月22日 | PRR              |
| ホセ・ロウレイロ・ダ・シルバ               | 1937年10月22日 | 1943年9月15日  | -                |
| ペーパー・アントニオ・ダ・ロシャ           | 1943年9月15日  | 1945年5月14日  | -                |
| クロービス・ペス                           | 1945年5月14日  | 1945年11月6日  | -                |
| イヴォ・ウルフ                             | 1945年11月6日  | 1946年2月21日  | -                |
| エジディオ・ソアレス・ダ・コスタ           | 1946年2月21日  | 1946年11月19日 | -                |
| リゲル・ラード・フェラーリ                 | 1946年11月19日 | 1947年3月27日  | -                |
| ピーター・ガブリエル・モアシー             | 1947年3月27日  | 1948年7月15日  | -                |
| イルド・メネグヘッティ                     | 1948年7月15日  | 1951年2月1日   | 社会民主党       |
| エリシャ・パグリオリ                       | 1951年2月1日   | 1951年11月17日 | -                |
| ホセ・アントニオ・スパイダー               | 1951年11月17日 | 1952年1月1日   | -                |
| イルド・メネグヘッティ                     | 1952年1月1日   | 1954年7月3日   | 社会民主党       |
| リンドルフォ・ボヘル                       | 1954年7月3日   | 1954年9月13日  | 国民民主連合     |
| マノエル・ダ・ローザオ・ソリオ             | 1954年9月13日  | 1955年1月31日  | -                |
| マヌエル・バルガス・サルマンホ             | 1955年1月31日  | 1955年10月3日  | -                |
| マーティン・アランハル                     | 1955年10月3日  | 1956年1月1日   | -                |
| レオネル・ブリゾラ                         | 1956年1月1日   | 1958年12月29日 | ブラジル労働党   |
| トリスタン・スクピラ・ヴァイアナ           | 1958年12月29日 | 1960年1月1日   | ブラジル労働党   |
| ホセ・ロウレイロ・ダ・シルバ               | 1960年1月1日   | 1964年1月1日   | キリスト教民主党 |
| セレーノ・シェーズ                         | 1964年1月1日   | 1964年5月8日   | PTB              |
| チェリオ・マルケス・フェルナンデス         | 1964年5月9日   | 1965年4月13日  | ARENA            |
| レナート・ソウザ                           | 1965年4月13日  | 1965年6月9日   | PMB              |
| チェリオ・マルケス・フェルナンデス         | 1965年6月9日   | 1969年3月31日  | ARENA            |
| テルモ・トンプソン・フローレス             | 1969年3月31日  | 1975年4月8日   | ARENA            |
| ウィリアム・ソシアス ・ヴィレラ            | 1975年4月8日   | 1983年4月8日   | ARENA            |
| ジョン・アンソニー・ディブ                 | 1983年4月8日   | 1986年1月1日   | PDS              |
| アルケウス・コラレス                       | 1986年1月1日   | 1989年1月1日   | PDT              |
| オリヴィオ・ヅトラ                         | 1989年1月1日   | 1993年1月1日   | EN               |
| タルソ・ジンロ                             | 1993年1月1日   | 1997年1月1日   | EN               |
| ラウル・ポント                             | 1997年1月1日   | 2001年1月1日   | EN               |
| タルソ・ジンロ                             | 2001年1月1日   | 2002年4月4日   | EN               |
| ジョアン・ヴェルレ                         | 2002年4月4日   | 2005年1月1日   | PT               |
| ホセ・フォーガカ                           | 2005年1月1日   | 2010年3月30日  | PMDB             |
| ホセ・フォーチュナティ                     | 2010年3月30日  | 2017年1月1日   | PDT              |
| ネルソン・マルケザン・ジュニオール         | 2017年1月1日   | 現職           | PSDB             |